# Wijnhavenkwartier

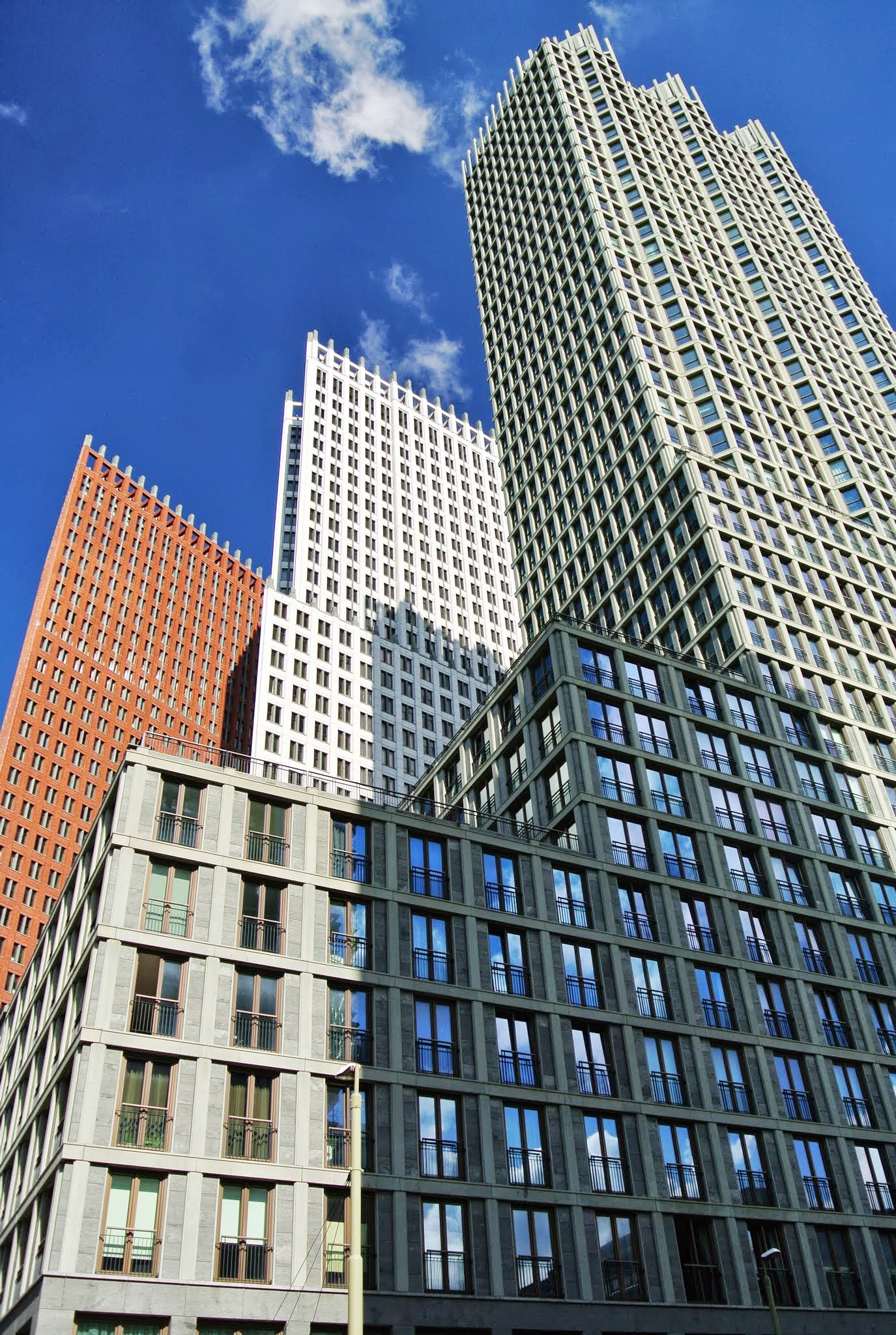
Van links naar rechts: torens van de ministeries van Justitie, van Binnenlandse Zaken en De Kroon.

Het Wijnhavenkwartier is een gebied in het centrum van Den Haag, tussen het Centraal Station en het Spuiplein. Dwars door het gebied loopt de Turfmarkt, een wandelroute van het station naar het centrum. Halverwege deze Turfmarkt ligt een klein plein, genaamd Wijnhaven. Vanaf de jaren 60 kenmerkt het gebied zich vooral door het proces van cityvorming. Een flinke aanzet vormde het plan de Nieuwe Hout van Lucas & Niemeyer, waarvan slechts weinig en in gewijzigde vorm werd gebouwd. Eind jaren 1970 en in de jaren 1980 werd een deel (richting Centraal Station) van het gebied door de gemeente Forum genoemd. Het deel richting het Spui wordt (stand 2020) ontwikkeld onder de noemer Spuikwartier.

## Geschiedenis
Tot de bouw van het Rhijnspoorstation in 1870, was het vooral een gebied met bleekvelden en huizen met grote stukken tuin. In de wijk werd eind 19e, begin 20e eeuw het gebouw van de Staatsdrukkerij gevestigd. De wijk was een ambachtswijk, maar ook de wijk met kroegen en prostitutie. Door de aanlegplaatsen voor de binnenvaartschippers was het een karakteristieke wijk die helaas ten prooi viel aan de slopershamer.
Daarna werd het Gebouw voor Kunsten en Wetenschappen gebouwd en eind 1874 in gebruik genomen. In 1937 vond hier het concert ter gelegenheid van het aanstaande huwelijk van prinses Juliana en prins Bernhard plaats. Nadat het monumentale gebouw, in 1964 (onder nog steeds onopgehelderde omstandigheden) uitbrandde, is daar door de onroerendgoedmagnaat Reinder Zwolsman, het Transitorium ontwikkeld. Eind jaren 1990 werd dit weer omgebouwd tot het huidige Castalia en Helicon, hier zijn de ministeries van Volksgezondheid, Welzijn en Sport en het ministerie van Sociale Zaken en Werkgelegenheid gevestigd.
In 1909 vestigt zich er het Museum voor het Onderwijs.

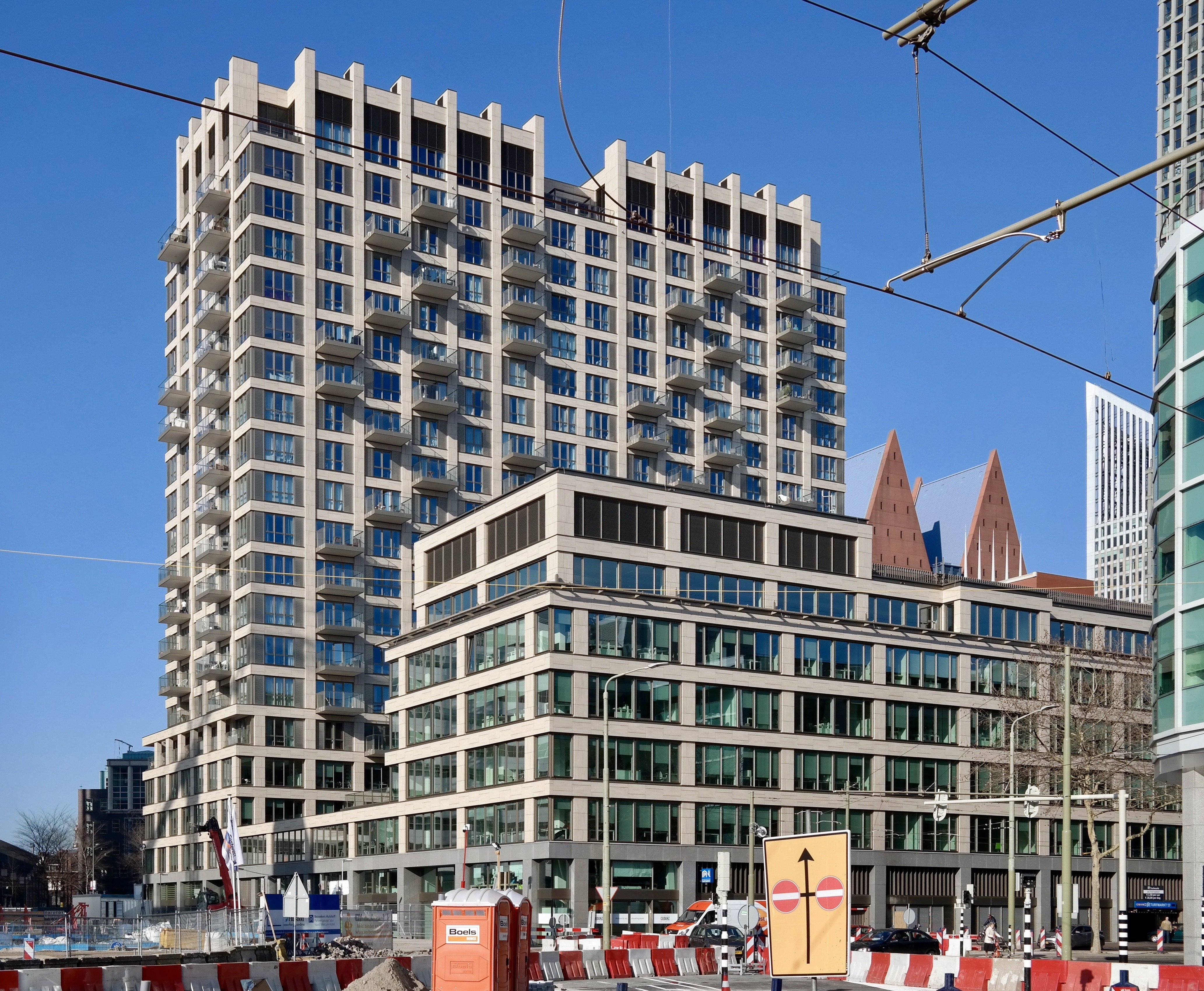
Gebouw Wijnhavenkwartier

## Instellingen en gebouwen
In het gebied zijn veel overheidsinstellingen gehuisvest. De ministeries van Binnenlandse Zaken en Koninkrijksrelaties, van Justitie en Veiligheid, van Volksgezondheid, Welzijn en Sport en de directoraten-generaal Ruimte en Milieu van het ministerie van Infrastructuur en Milieu hebben allemaal hun zetel in het Wijnhavenkwartier, evenals de Nederlandse Mededingingsautoriteit.
Aan de Wijnhaven staat ook kantoorgebouw Forum, als onderdeel van het stadhuiscomplex; het geheel is ontworpen door Richard Meier. Aan beide zijden van de Turfmarkt zijn er woningen (in De Resident en De Kroon) met winkels en verschillende restaurants in de plint. Dit is ook zo bij gebouw Wijnhavenkwartier, waar ook een deel van de Universiteit Leiden en de TU Delft in gehuisvest zijn. Hiernaast is in 2020 de bouw gestart van woontoren Adagio.

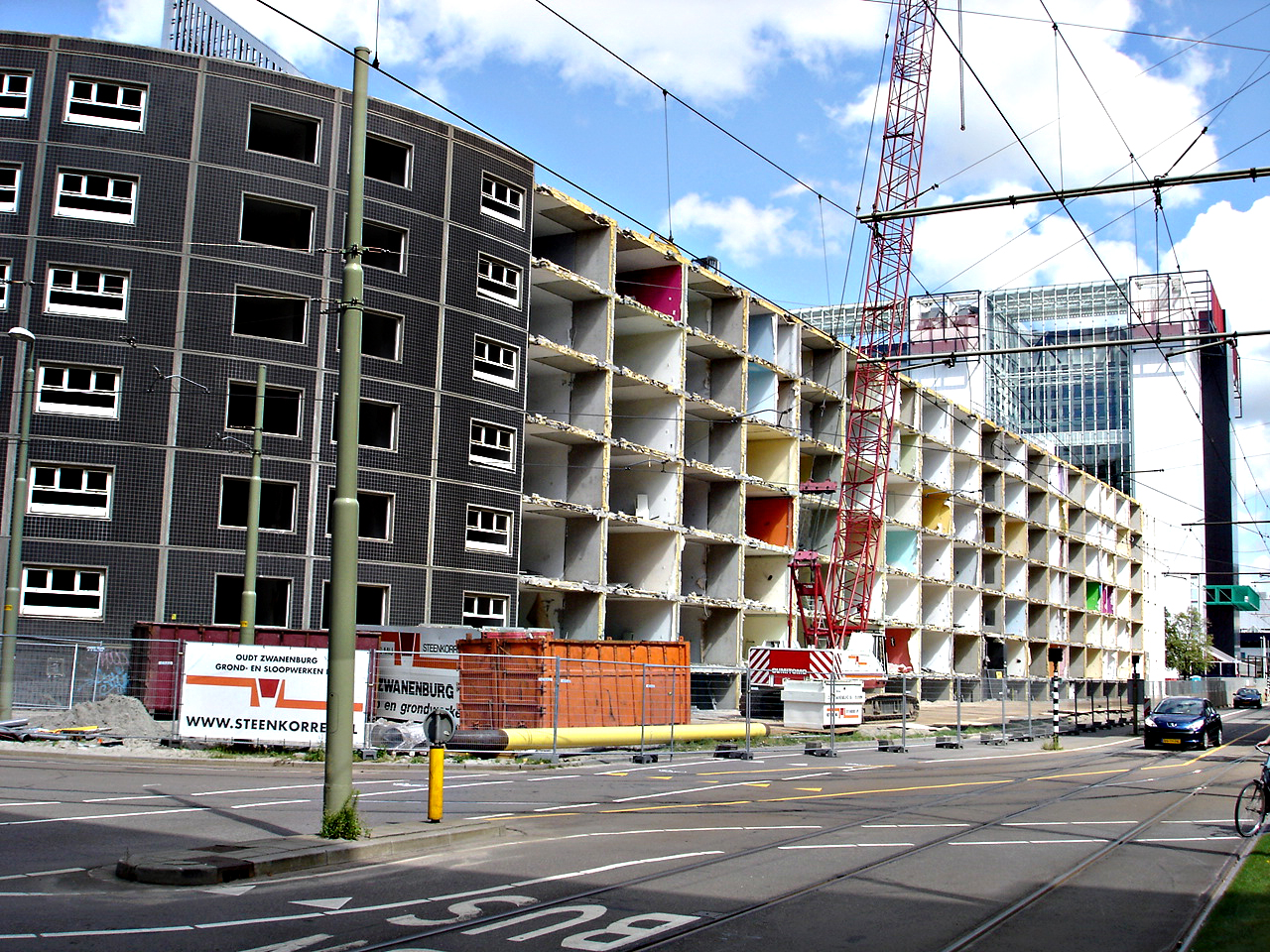
Sloop Zwarte Madonna

### Zwarte Madonna en nieuwbouw
De Zwarte Madonna stond midden in het Spuikwartier, naast het Prins Bernhardviaduct. In 2007 is het gebouw uit 1985 (een complex met 335 voor 1/3 sociale woningen) gesloopt. Het heeft plaats gemaakt voor nieuwbouw van de ministeries van Justitie en Binnenlandse Zaken (twee torens van elk 146 meter hoog) en woontoren De Kroon (132 meter hoog). De ministeries zijn ontworpen door Hans Kollhoff, de woontoren door Rapp+Rapp. De eerste woningen in De Kroon zijn eind 2011 opgeleverd. Begin 2013 zijn de beide ministeries naar hun nieuwe onderkomens verhuisd. In de onderbouw zijn niet alleen de toegangen naar de torens te vinden, maar ook winkelruimtes aan de Turfmarkt.

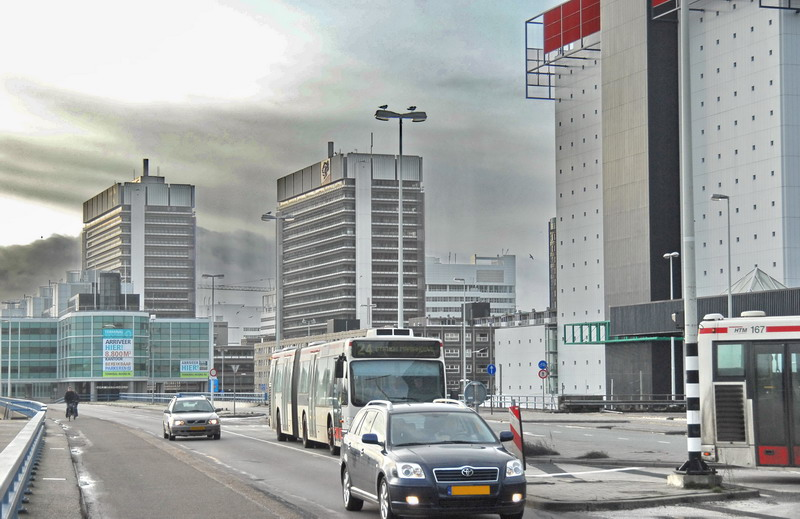
De oude ministeriegebouwen, voor de sloop c.q. transformatie.

### Oude ministeries
De oude gebouwen van deze ministeries stonden ook in het Wijnhavenkwartier. Deze zijn in 1975 gebouwd met het jackblocksysteem. De gemeente Den Haag kocht de gebouwen in 2002 van de Rijksgebouwendienst om ze te kunnen slopen en de grond te kunnen verkopen aan projectontwikkelaars. Door de economisch slechte situatie is in 2013  besloten om één gebouw te renoveren ("Fase 2.1"). In deze fase werd  de noordelijkste toren (Binnenlandse Zaken, Schedeldoekshaven 200, hoek Turfmarkt-Lage Zand) omgebouwd tot appartementen. De onderste verdiepingen zijn verhuurd aan de Universiteit Leiden die er een deel van de Campus Den Haag heeft gevestigd; op de begane grond zijn enkele restaurants gevestigd.
In 2014 begon de verbouwing waarbij het gebouw tot het bouwskelet werd gestript. Op 19 december 2016 werd het gerenoveerde gebouw opgeleverd. Het tweede gebouw (Justitie, Schedeldoekshaven 100, fase 2.2, hoek Schedeldoekshaven-Houtmarkt)  werd in 2016 volledig afgebroken.

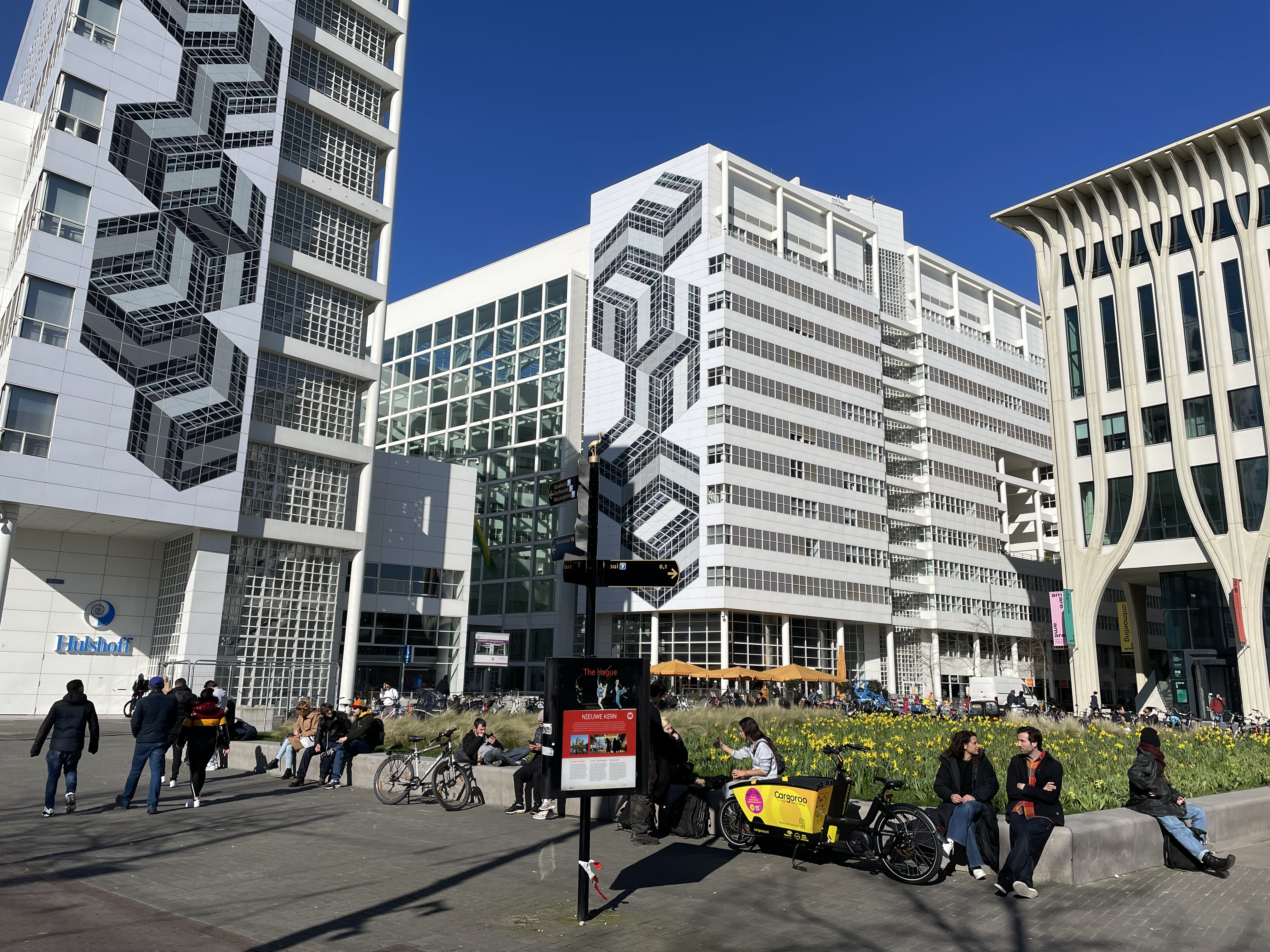
Spuiplein (2024)

## Spuiplein
Aan de kant van het Spui wordt het Wijnhavenkwartier begrensd door het Spuikwartier. Rond het Spuiplein staan behalve Amare ook het stadhuis, de Openbare Bibliotheek en een hotel, met aan de overzijde van het Spui de Nieuwe kerk. Tot 2015 stonden hier ook het Lucent Danstheater en de Dr. Anton Philipszaal. Op deze plek werd volgens de plannen in 2021 Amare geopend. Tot die tijd werden de voorstellingen van beide zalen gegeven in het tijdelijk gebouwde Zuiderstrandtheater in Scheveningen. Het complex Amare ligt met één langsgevel aan de Turfmarkt en heeft twee hoofdingangen, waarvan één aan de Wijnhaven. Van medio 2024 tot in de zomer van 2025 wordt gewerkt aan de definitieve inrichting van het plein, met onder meer bomen en een waterelement.

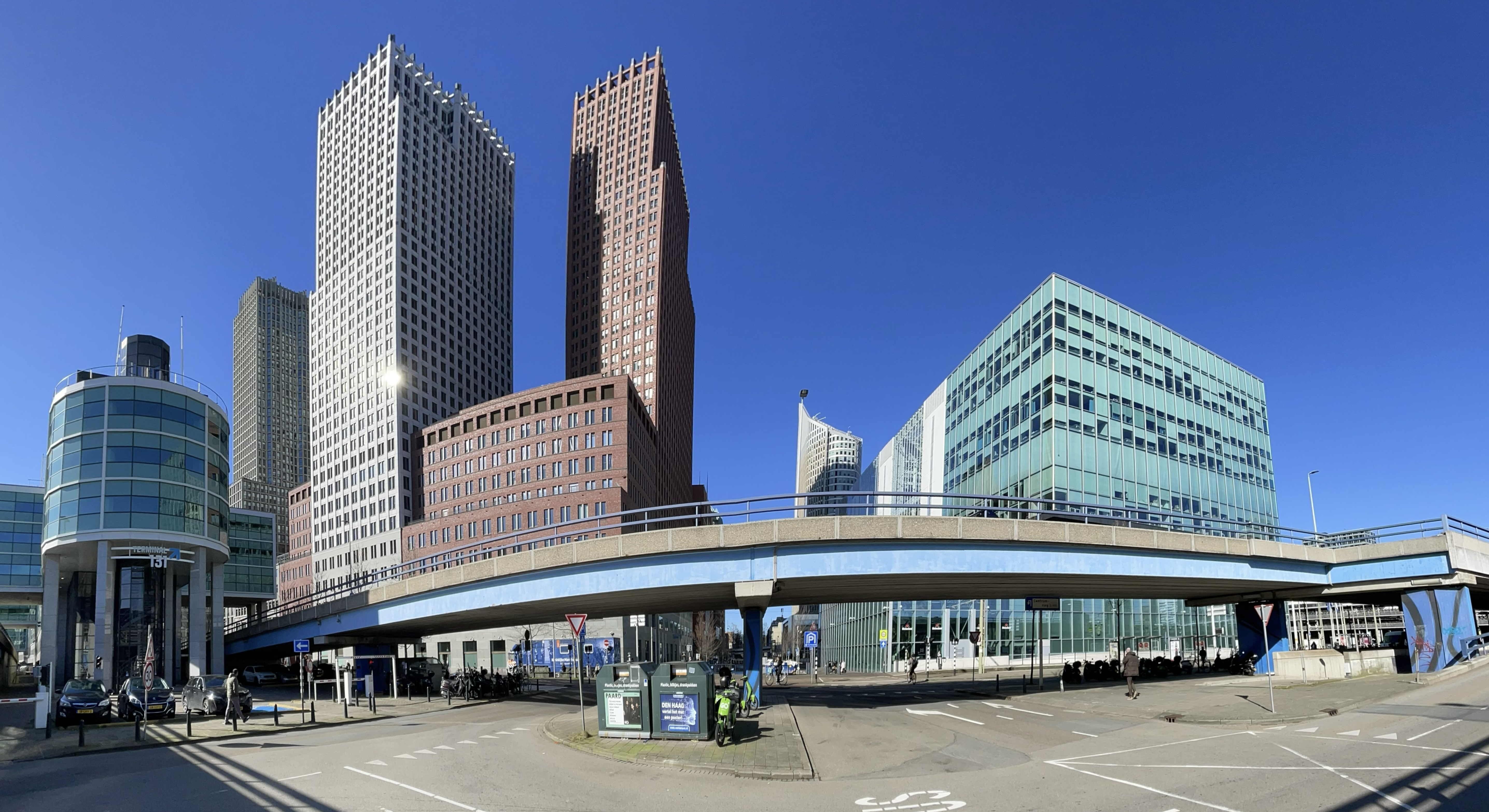
Nieuwe ministeries aan de Schedeldoekshaven, met Prins Bernhardviaduct (2024)

## Ontwikkelingsplannen
Eind 2019 werden plannen gepresenteerd om het bebouwd gebied van het Wijnhavenkwartier uit te breiden door een van de twee 'armen' van het Prins Bernhardviaduct te slopen. De afrit langs de Schedeldoekshaven zal dus verdwijnen, de oprit langs de Ammunitiehaven blijft in gebruik voor het verkeer. Het zo nieuw te creëren gebied moet plaats gaan bieden aan de uitbreiding van de Campus Den Haag met woontorens tot 150m hoog. De Schedeldoekshaven wordt zo onderdeel van de zogenoemde Campusboulevard die van de Grotiusplaats naar het Spuikwartier zal lopen. Vijf jaar later was met de uitvoering van deze plannen nog steeds geen begin gemaakt.